# نیکولا آنتوان
نیکولا آنتوان (انگلیسی: Nicolas Antoine; ۱ ژانویهٔ ۱۶۰۲ – ۲۰ آوریل ۱۶۳۲) شبان (پیشوای روحانی) اهل فرانسه بود. یک متکلم و کشیش پروتستان بود که تلاش کرد به یهودیت بگراید، اگرچه هرگز رسماً در یهودیت پذیرفته نشد، به دلیل ترس از سوی جامعه یهود مبنی بر اینکه در صورت اینکه معلوم شود که او مرتد مسیحیت است، آزار و اذیت اتفاق بیفتد. در عوض به او توصیه شد که زندگی یک یهودیت مخفی داشته باشد. او در ۲۰ آوریل ۱۶۳۲ با زنده سوزاندن شدن در ژنو، اعدام شد.